# Hoplodrina superstes
Hoplodrina superstes é uma espécie de insetos lepidópteros, mais especificamente de traças, pertencente à família Noctuidae.
A autoridade científica da espécie é Ochsenheimer, tendo sido descrita no ano de 1816.
Trata-se de uma espécie presente no território português.